# I Will Survive
I Will Survive (срп. Преживећу) је песма коју је снимила америчка певачица Глорија Гејнор, објављена у октобру 1978. године за Polydor Records као други сингл са њеног шестог албума, Love Tracks (1978). Написали су је Фреди Перен и Дино Фекарис. Текст песме описује како нараторка открива личну снагу након првобитно поражавајућег раскида. Песма се често сматра химном оснаживања геј популације, као и стандардном диско песмом.
Песма „I Will Survive“ је имала велику радијску пажњу 1979. године. Сингл је провео три неузастопне недеље на првом месту америчке листе Billboard Hot 100 и такође је достигао врх британске и ирске листе синглова. Касније је добила платинасти сертификат од стране Америчког удружења дискографских кућа (RIAA). Освојила је Греми награду за најбољи диско снимак на 22. додели Греми награда, а такође је била номинована за Снимак године и Најбољи женски поп вокални наступ.
Године 2016, Конгресна библиотека је сматрала оригинални снимак Гејнорове „културно, историјски или естетски значајним“ и изабрала га за очување у Националном регистру снимака. Године 2023. и 2025, часопис Билборд је уврстио „I Will Survive“ на своје листе најбољih поп и денс песама свих времена.

## Композиција и снимање
Према речима Дина Фекариса, главног аутора песме, „I Will Survive“ је настала из његовог искуства када је отпуштен из Мотаун рекордса средином 1970-их, након седам година рада као текстописац. Без посла, упалио је телевизор у својој соби, а управо се емитовала тематска песма коју је написао за филм Generation (у извођењу бенда Rare Earth). Схватио је то као добар знак, скочио на кревет и рекао: „Успећу. Бићу текстописац. Преживећу!“. Фекарис се удружио са својим сарадником Фредијем Переном, још једним бившим чланом Мотауновог продукцијског тима, како би написали песму; међутим, песма није снимљена две године јер није било одговарајућег певача.
Године 1978, Polydor је замолио Перена да продуцира песму „Substitute“ за Глорију Гејнор, што је он прихватио под условом да може да продуцира и Б-страну. Када су Гејнор питали какве песме воли, рекла је да воли „песме које су смислене, имају добре текстове и дирају људска срца“. Продуценти су јој тада дали текст песме „I Will Survive“ нажврљан на комаду смеђег папира. Гејнор је одмах препознала песму као хит.
Према Роберту „Бугију“ Боулсу, који је свирао гитару на песми, током тросатног снимања, музичари су већину времена провели снимајући А-страну, „Substitute“. Као резултат тога, имали су само 35 минута да сниме Б-страну, „I Will Survive“. Такође нису знали ни наслов ни мелодију песме, али су били прилично опуштени током снимања, верујући да Б-страна вероватно неће бити пуштана. На основу само промене акорда и неколико нота, слободно су импровизовали већи део пратње, а Боулс је попунио основни костур мелодије џез-блуз деоницама. Због разлике између увода и главног дела песме, што је отежавало глатки прелаз, снимљена је у два дела, а затим спојена. Гејнор је затим снимила вокале носећи стезник за леђа, јер је управо имала операцију због пада на концерту. Повреда и недавни губитак учинили су да се Гејнор поистовети са осећањима песме; рекла је: „Зато сам могла да отпевам песму са толико убеђења“.

## Објављивање
Иако је Гејнор била уверена да ће „I Will Survive“ бити хит и покушала да убеди издавачку кућу да је објави као А-страну, кућа је одбила ту идеју и објављена је као Б-страна песме „Substitute“. Муж Глорије Гејнор однео је песму ди-џеју из Студио 54, Ричију Качору, који је био одушевљен. Гејнор је дала Качору гомилу плоча да их подели својим пријатељима. Ускоро су и други ди-џејеви у дискотекама и на радио станицама почели да пуштају ту страну плоче. Популарност песме „I Will Survive“ довела је до тога да је издавачка кућа објави као А-страну. Као подршка синглу, објављен је спот снимљен у дискотеци Ксенон у Њујорку. У споту се појављује клизачица на ролерима — Шила Рид-Пендер из локалне групе The Village Wizards — која плеше на подијуму.
Оригинална А-страна „Substitute“ појавила се на америчкој Billboard Hot Soul Singles листи четири недеље, почевши од 14. октобра 1978, и достигла 78. место. Такође се појавила на Billboard Bubbling Under the Hot 100 листи четири недеље у октобру-новембру 1978, достигавши 107. место. Са друге стране, „I Will Survive“ је постигла знатно бољи успех; ушла је на Billboard Hot 100 листу у децембру те године и достигла 1. место у марту 1979. Песма је 1980. године добила Греми награду за најбољи диско снимак, што је била једина година када је та награда додељена. Године 2012, песма је уврштена у Гремијеву кућу славних.

## Ремикси
Након успеха колега диско звезда из 1970-их, групе Sister Sledge, са ремиксованим сингловима у Уједињеном Краљевству 1993. године, и „I Will Survive“ је ремиксована и објављена тог лета. Овај ремикс је достигао пето место на британској листи синглова и треће место на британској листи денс синглова. Такође је достигао шесто место у Ирској и девето у Португалу. Године 1999, ремикс песме се нашао на топ-листи у Француској, достигавши 23. место. Године 2000, други ремикс је достигао шесто место у Шпанији. У новембру 2013, Гејнор је објавила госпел албум под називом We Will Survive, који укључује нови, ажурирани ремикс песме „I Will Survive“ од стране ди-џеја Шпанка, у продуженој и радијској верзији. Године 2018, ремикс се поново нашао на топ-листи у Француској, достигавши 12. место.

## Музички видео
Промотивни видео спот снимљен је 1979. године у њујоршкој дискотеци Ксенон. У споту се појављује Глорија Гејнор како пева, прошаран секвенцама плеса на ролерима које изводи Шила Рид-Пендер из Харлема, чланица групе The Village Wizards. Иако су тог дана снимљена три спота, видео за „I Will Survive“ је једини сачуван. Гејнор није била присутна током снимања дела са ролерима.
Гејнор и Пендер су се први пут среле 7. јула 2014. у Њујорку, у YMCA на 92. улици, након предавања и промоције књиге Глорије Гејнор We Will Survive. У књизи, Гејнор је написала: „Желела сам да сви — укључујући и мене — верују да можемо преживети.“
Године 2022, видео је ремастерован у HD резолуцији и званично постављен на Јутјуб канал Глорије Гејнор, где је за два месеца достигао преко 4,5 милиона прегледа.

## Утицај и наслеђе
Године 2000, VH1 је рангирао „I Will Survive“ на прво место своје листе „100 највећих денс песама“. Rolling Stone ју је рангирао на 489. место на својој листи „500 највећих песама свих времена“ 2004. године, на 492. место 2010. и на 251. место 2021. Године 2008, часопис Билборд је рангирао песму на 97. место на својој листи „Billboard Hot 100 All-Time Top Songs“. Године 2012, „I Will Survive“ је рангирана на друго место у анкети Rolling Stone-а „Најбоље диско песме свих времена“. У новембру 2016, The Daily Telegraph ју је рангирао на 48. место на својој листи „100 највећих песама свих времена“. Године 2017, Paste Magazine је рангирао песму на седмо место на својој листи „60 најбољих класика за плесни подијум“. Године 2018, Pitchfork ју је уврстио на своју листу „50 песама које дефинишу последњих 50 година LGBTQ+ поноса“. Додали су:
„I Will Survive“ би вероватно постала геј химна чак и без авети сиде. Има неоспоран таленат за драматично: након проласка кроз онај филигрански увод на клавиру, можете замислити један рефлектор како обасјава Глорију Гејнор док прозива човека довољно глупог да јој сломи срце и врати се пузећи по још. Објављена је док је талас диска почео да jenjava, доспевши на врх Билбордових листа неколико месеци пре злогласне Ноћи уништења диска у Комиски парку. Да се прича ту завршила, представљала би последњи, најбољи дах културе која је привремено гурнута у ирелевантност због слабо прикривеног расизма и хомофобије.
Године 2023. и 2025, Billboard ју је рангирао на 35. и 21. место на својим листама „500 најбољих поп песама свих времена“ и „100 најбољих денс песама свих времена“. Године 1998, мушка фудбалска репрезентација Француске је усвојила „I Will Survive“ као своју незваничну химну, посебно се фокусирајући на инструменталну под-тему како би певали „ла ла ла ла ла“. Француска је те године, као домаћин, освојила Светско првенство у фудбалу по први пут, а песма је уживала огроман ентузијазам међу млађим генерацијама у земљи 20 година након свог оригиналног издања. Скандирање је првобитно било инспирисано ремиксом песме од стране Hermes House Band, али је Гејнор касније објавила верзију која је укључивала „ла ла ла ла ла“ скандирање.

### Признања
| Година | Издавач                     | Држава               | Признање                                                               | Позиција    |
| ------ | --------------------------- | -------------------- | ---------------------------------------------------------------------- | ----------- |
| 2000.  | VH1                         | Сједињене Државе     | "100 највећih денс песама"                                             | 1           |
| 2004.  | Rolling Stone               | Сједињене Државе     | "Rolling Stone-ових 500 највећih песама свих времена"                  | 492         |
| 2005.  | Bruce Pollock               | Сједињене Државе     | "7.500 најважнијих песама од 1944. до 2000."                           | Нерангирано |
| 2008.  | Билборд (часопис)           | Сједињене Државе     | "The Billboard Hot 100 All-Time Top Songs"                             | 97          |
| 2009.  | The Guardian                | Уједињено Краљевство | "1000 песама које свако мора чути"                                     | Нерангирано |
| 2012.  | Rolling Stone               | Сједињене Државе     | "Најбоље диско песме свих времена"                                     | 2           |
| 2013.  | Max (Australian TV channel) | Аустралија           | "1000 највећих песама свих времена"                                    | 120         |
| 2016.  | Билборд                     | Сједињене Државе     | "35 најбољих диско песама икада"                                       | 14          |
| 2016.  | The Daily Telegraph         | Уједињено Краљевство | "100 највећих песама свих времена"                                     | 48          |
| 2017.  | Paste Magazine              | Сједињене Државе     | "60 најбољих класика за плесни подијум"                                | 7           |
| 2018.  | Pitchfork                   | Сједињене Државе     | "50 песама које дефинишу последњих 50 година LGBTQ+ поноса"            | Нерангирано |
| 2020.  | The Guardian                | Уједињено Краљевство | "100 највећих британских број 1 хитова"                                | 84          |
| 2021.  | Rolling Stone               | Сједињене Државе     | "Rolling Stone-ових 500 највећих песама свих времена" (ажурирање 2021) | 251         |
| 2022.  | Rolling Stone               | Сједињене Државе     | "200 највећих денс песама свих времена"                                | 43          |
| 2022.  | Time Out                    | Уједињено Краљевство | "50 најбољих геј песама за прославу Прајда током целе године"          | 1           |
| 2023.  | Билборд                     | Сједињене Државе     | "Најбоље поп песме свих времена"                                       | 35          |
| 2023.  | Official Charts Company     | Уједињено Краљевство | "Најпродаванији синглови свих времена"                                 | 132         |
| 2023.  | Rolling Stone               | Сједињене Државе     | "50 најинспиративнијих LGBTQ песама свих времена"                      | 10          |
| 2024.  | Форбс                       | Сједињене Државе     | "30 највећих диско песама свих времена"                                | 20          |
| 2025.  | Билборд                     | Сједињене Државе     | "100 најбољих денс песама свих времена"                                | 21          |
| 2025.  | Билборд                     | Сједињене Државе     | "Топ 100 песама о раскиду свих времена"                                | 2           |

## Особље
- Вокали: Глорија Гејнор
- Бубњеви: James Gadson
- Перкусије: Paulinho Da Costa
- Бас гитара: Scott Edwards
- Клавијатуре: Freddie Perren
- Гитаре: Bob "Boogie" Bowles, Melvin "Wah Wah Watson" Ragin[39]
- Гудачи и дувачи: аранжман и дириговање Dave Blumberg

## Званичне верзије
Снимила Глорија Гејнор
- "I Will Survive" (сингл верзија из 1978) – 3:15
- "I Will Survive" (верзија са албума из 1978) – 4:56
- "I Will Survive" (12" микс из 1978) – 8:02
- "Yo Viviré" (шпанска 12" микс верзија) – 7:55
- "I Will Survive" (микс Тома Мултона) – 10:33
- "I Will Survive" (поново снимљена верзија из 2009) – 5:35
- "I Will Survive" (шпанска верзија, поново снимљена 2009) – 5:37

### Недељне топ-листе
| Топ-листа (1978–1979)                 | Највиша позиција |
| ------------------------------------- | ---------------- |
| Аустралија (Kent Music Report)        | 5                |
| Аустрија                              | 17               |
| Белгија (Фландрија)                   | 7                |
| Канада (RPM Top Singles)              | 3                |
| Канада (RPM Adult Contemporary)       | 1                |
| Канада (RPM Dance)                    | 2                |
| Канада (RPM Top 15 12-inch)           | 5                |
| Финска (Suomen virallinen lista)      | 3                |
| Ирска                                 | 1                |
| Италија (Musica e dischi)             | 9                |
| Холандија (Top 40)                    | 4                |
| Холандија (Top 100)                   | 5                |
| Нови Зеланд                           | 10               |
| Норвешка                              | 4                |
| Јужна Африка (Springbok Radio)        | 2                |
| Шведска                               | 3                |
| Швајцарска                            | 7                |
| УК синглови                           | 1                |
| САД Billboard Hot 100                 | 1                |
| САД Adult Contemporary (Billboard)    | 9                |
| САД Dance Club Songs (Billboard)      | 1                |
| САД Hot R&B/Hip-Hop Songs (Billboard) | 4                |
| САД Cash Box Top 100                  | 1                |
| Западна Немачка (GfK)                 | 7                |

| Топ-листа (1988)    | Највиша позиција |
| ------------------- | ---------------- |
| Белгија (Фландрија) | 32               |
| Холандија (Top 40)  | 14               |
| Холандија (Top 100) | 15               |

| Топ-листа (1993)                  | Највиша позиција |
| --------------------------------- | ---------------- |
| Европа (European Hot 100 Singles) | 19               |
| Ирска                             | 6                |
| Португал (AFP)                    | 9                |
| УК синглови                       | 5                |
| УК ерплеј (Music Week)            | 23               |
| УК денс (Music Week)              | 3                |
| УК клупска листа (Music Week)     | 33               |

| Топ-листа (1999)                  | Највиша позиција |
| --------------------------------- | ---------------- |
| Европа (European Hot 100 Singles) | 96               |
| Француска                         | 23               |

| Топ-листа (2000) | Највиша позиција |
| ---------------- | ---------------- |
| Француска        | 71               |
| Шпанија          | 6                |

| Топ-листа (2018) | Највиша позиција |
| ---------------- | ---------------- |
| Француска        | 12               |

| Топ-листа (2024)                                        | Највиша позиција |
| ------------------------------------------------------- | ---------------- |
| Казахстан ерплеј (TopHit) Alex Grand and Glazunov Remix | 94               |

### Годишње топ-листе
| Топ-листа (1979)                   | Позиција |
| ---------------------------------- | -------- |
| Аустралија (Kent Music Report)     | 25       |
| Белгија (Ultratop 50 Flanders)     | 68       |
| Канада (RPM Top Singles)           | 20       |
| Холандија (Dutch Top 40)           | 47       |
| Холандија (Single Top 100)         | 65       |
| Јужна Африка (Springbok Radio)     | 16       |
| УК синглови (OCC)                  | 6        |
| САД Billboard Hot 100              | 6        |
| САД денс клубске песме (Billboard) | 5        |
| САД Cash Box Top 100               | 10       |
| Западна Немачка (GfK)              | 47       |

### Топ-листе свих времена
| Топ-листа (1958–2018) | Позиција |
| --------------------- | -------- |
| САД Billboard Hot 100 | 124      |

| Топ-листа         | Позиција |
| ----------------- | -------- |
| УК синглови (OCC) | 132      |

## Верзија Били Џо Спирс

### Позадина и снимање
Песму „I Will Survive“ је обрадила америчка кантри уметница Billie Jo Spears 1979. године. Спирс је постала позната по неколико популарних кантри синглова који су представљали снажне жене. Међу њима су биле песме о сексуалном узнемиравању („Mr. Walker, It's All Over“) и о жени која напушта лошу везу („Standing Tall“). Међу тим снимцима била је и њена обрада песме „I Will Survive“. Песму је продуцирао Лари Батлер у фебруару 1979. у студију Jack Clement Recording Studio (у Нешвилу, Тенеси).

### Објављивање, успех на топ-листама и пријем
Обрада песме „I Will Survive“ коју је снимила Спирс објављена је у марту 1979. од стране United Artists Records. На Б-страни се налазила песма „Rainy Days and Stormy Nights“. Плоча је објављена као 7-инчни винил сингл. Сингл је ушао на америчку Билборд Hot Country Songs листу у априлу 1979. Провео је укупно једанаест недеља на листи, достигавши 21. место у јуну 1979. У Канади, песма је била комерцијално успешнија, достигавши девето место на RPM Country Tracks листи. Такође је постала њен четврти сингл који се нашао на топ-листи у Уједињеном Краљевству, достигавши 47. место. Објављена је на албуму Спирсове из 1979. под истим називом. Године 1980, песма је номинована за Греми награду за најбољи женски кантри вокални наступ. То је била једина номинација за Греми коју је Спирс добила.
Обрада Спирсове пратила је сличан диско стил као и оригинал Глорије Гејнор. Rolling Stone ју је уврстио на своју листу из 2018. под називом „Кантри диско: 15 сјајних, дивљих и 'WTF' песама“. Писац Стивен Л. Бетс је изјавио: „Са познатим уводом на клавиру од стране Харгуса 'Пиг' Робинса и пратећим вокалима групе The Jordanaires, ова мешавина кантрија, вестерна и Студија 54, номинована за Греми, остаје укусно чудна и потпуно неодољива.“ Иако је била успешна на више тржишта, Спирс је касније рекла: „То је и даље кантри плоча. Никада не бих могла да пређем у поп са својим устима пуним петарди.“ Спирс је такође коментарисала да јој је било тешко да пева песму уживо. „То је веома тешка песма за певање. Има толико речи у њој и долазе тако брзо“, изјавила је.

### Списак песама
7" винил сингл
1. "I Will Survive" – 3:16
2. "Rainy Days and Stormy Nights" – 2:35

### Топ-листе
| Топ-листа (1979)                  | Највиша позиција |
| --------------------------------- | ---------------- |
| Канада кантри листа (RPM)         | 9                |
| УК синглови                       | 47               |
| САД Hot Country Songs (Billboard) | 21               |

## Верзија групе Hermes House Band
Холандска група Hermes House Band обрадила је песму 1994. године, под новим називом „I Will Survive (La La La)“, и освојила прво место на Dutch Top 40 и Single Top 100 листама. Године 1998. и 2018, њихова верзија је достигла прво место на француској листи хитова након победе француске репрезентације на Светском првенству у фудбалу. Такође се користи као мелодија за голове на домаћим утакмицама Фајенорда, Галатасараја, Селте из Вига и била је гол-мелодија за Амур Хабаровск.

#### Недељне топ-листе
| Топ-листа (1994–1999)             | Највиша позиција |
| --------------------------------- | ---------------- |
| Белгија (Фландрија)               | 13               |
| Белгија (Валонија)                | 3                |
| Европа (European Hot 100 Singles) | 13               |
| Француска                         | 3                |
| Немачка                           | 17               |
| Холандија (Top 40)                | 1                |
| Холандија (Top 100)               | 1                |

#### Годишње топ-листе
| Топ-листа (1995)               | Позиција |
| ------------------------------ | -------- |
| Белгија (Ultratop 50 Flanders) | 64       |
| Белгија (Ultratop 50 Wallonia) | 78       |
| Холандија (Dutch Top 40)       | 49       |
| Холандија (Single Top 100)     | 38       |

| Топ-листа (1997) | Позиција |
| ---------------- | -------- |
| Француска (SNEP) | 20       |

| Топ-листа (1998) | Позиција |
| ---------------- | -------- |
| Француска (SNEP) | 14       |

| Топ-листа (1999)        | Позиција |
| ----------------------- | -------- |
| Немачка (Media Control) | 76       |

## Верзија Шантеј Севиџ
Америчка певачица Шантеј Севиџ обрадила је песму „I Will Survive“ 1996. године као баладу. Објављена је 23. јануара за RCA Records као први сингл са њеног другог албума, I Will Survive (Doin' It My Way) (1996). Ова верзија је достигла 24. место на америчкој Billboard Hot 100 листи и добила је златни сертификат од RIAA. Такође је достигла 12. место на британској листи синглова и 52. место на Eurochart Hot 100.

### Критички пријем
Мајкл Хил из часописа Cash Box је прокоментарисао: 
Каква песма! Какав вокални наступ! Да није наслова, тешко би се могло рећи да је ова песма обрада и даље популарне песме Глорије Гејнор. Стив „Свилени“ Харли је надмашио себе на овој песми и тешко је одлучити који од четири микса пустити. Шантеј пружа гладак, лаган и контролисан вокални наступ који би требало да учини њену верзију великим хитом. Очекујте огромну радијску пажњу и врло могуће неку „лименку“ за ову малу даму.
 Алан Џонс из Music Week описао је верзију Севиџове као „узвишену изведбу са R&B призвуком“. Џералд Мартинез из New Sunday Times је написао: 
Шантеј има фантастичан глас, са великим распоном и богатим, чоколадним тоном, у стилу Аните Бејкер. Она изводи стари хит „I Will Survive“ у споријем, сексипилнијем темпу од оригинала, чинећи га потпуно другачијом изјавом од покретачког, химничног стила оригинала. Ово је личнија, рањивија верзија. Заиста лепа песма.

### Списак песама
12-инчни сингл
Страна А
1. "I Will Survive" (Puff Daddy "Bad Boy Mix")
2. "I Will Survive" (Silk's Old Skool Extended Mix with Clean Rap)
3. "I Will Survive" (Original LP version – edit)

Страна Б
1. "I Will Survive" (Silk's Classic House Mix)
2. "I Will Survive" (Rhythm Radio version)

#### Недељне топ-листе
| Топ-листа (1996)                   | Највиша позиција |
| ---------------------------------- | ---------------- |
| Европа (European Hot 100 Singles)  | 52               |
| Холандија (Dutch Top 40 Tipparade) | 15               |
| Холандија (Dutch Single Tip)       | 7                |
| Шкотска                            | 39               |
| УК синглови                        | 12               |
| УК R&B                             | 2                |
| САД Billboard Hot 100              | 24               |
| САД Dance Club Songs               | 35               |
| САД Dance Singles Sales            | 10               |
| САД Hot R&B/Hip-Hop Songs          | 5                |

#### Годишње топ-листе
| Топ-листа (1996)                      | Позиција |
| ------------------------------------- | -------- |
| САД Hot R&B/Hip-Hop Songs (Billboard) | 24       |

## Верзија Дајане Рос
Америчка певачица Дајана Рос објавила је обраду песме „I Will Survive“ 1996. године. Објављена је 14. априла за Motown као четврти и последњи сингл са њеног двадесет првог албума, Take Me Higher (1995). Песму је продуцирао Нарада Мајкл Волден и достигла је 14. место у Уједињеном Краљевству. Такође је достигла треће место на Исланду и 16. у Шкотској. У Сједињеним Државама, достигла је 37. место на Билборд Hot Dance Club Play листи.

### Критички пријем
Лари Флик из Билборда је написао: „Шлаг на торти је укусна обрада песме 'I Will Survive' Глорије Гејнор, коју је продуцирао Нарада Мајкл Волден. Занимљиво, то је нумера која се истиче у тренутном (и о, тако свечаном) двоипосатном наступу легендарне уметнице.“ Gil L. Robertson IV из Cash Box-а ју је назвао „истакнутом песмом“ са албума Take Me Higher. У ретроспективној рецензији из 2010, Марк Милан из The Daily Vault-а је констатовао да је песма „обрађена врхунски, јер је тим успео да удахне нови живот старој реликвији из далеких, мрачних дана када је диско владао.“
Браћа Стад из Melody Maker-а су је описали као „отрцану, задихану шетњу кроз феминистичку химну Глорије Гејнор“. Алан Џонс из Music Week-а је изјавио да ће „комбинација два стара фаворита сигурно освојити наклоност многих људи, а нови денс миксеви Роџера Санчеза ће олакшати пут песме ка успеху сада када је сингл.“ Џејмс Хамилтон из Record Mirror Dance Update-а је у својој недељној денс колумни приметио „галопирајуће добар Hi-NRG 0-134bpm Motiv 8 Club Vocal и Hell Razor Dub“. У рецензији из 2015, Pop Rescue је закључио да ова обрада „дефинитивно даје све од себе – вокално и музички“.

### Списак песама
УК ЦД сингл
1. "I Will Survive" - 4:48
2. "I Will Survive" (Roger Sanchez Atmospheric Mix) - 4:31
3. "I Will Survive" (Motiv 8 Radio Mix) - 3:58
4. "Voice of the Heart" - 4:55

Европски ЦД макси сингл
1. "I Will Survive" (Album Version) - 4:46
2. "I Will Survive" (Roger Sanchez Radio Edit) - 4:02
3. "I Will Survive" (Motiv 8 Radio Edit) - 3:56
4. "I Will Survive" (Sure Is Pure Vocal) - 8:58

### Топ-листе
| Топ-листа (1996)                  | Највиша позиција |
| --------------------------------- | ---------------- |
| Европа (European Hot 100 Singles) | 57               |
| Исланд (Íslenski Listinn Topp 40) | 3                |
| Шкотска                           | 16               |
| УК синглови                       | 14               |
| САД Dance Club Songs              | 37               |

## Верзија бенда Cake
Амерички рок бенд Cake обрадио је песму „I Will Survive“ за свој други албум, Fashion Nugget (1996). Поред многих суптилних промена, певач Џон Макреј је изменио текст. У једном интервјуу, Гејнор је изјавила да јој се не свиђа верзија бенда Cake јер користи „псовке“ (Макреј је променио фразу „I should've changed that stupid lock“ у „...that fucking lock“).
Музички видео за верзију бенда Cake приказује Макреја као градског паркинг контролора који се вози у троточкашу марке Cushman и оставља казне на разним аутомобилима. Њихова верзија је достигла 28. место на америчкој Билборд Modern Rock Tracks листи у марту 1997.

### Критички пријем
Дајна Дарзин из Cash Box-а сматра да је бенд „у свом најбизарнијем издању“ на „темељно и шармантно унакаженој верзији“ диско класика Глорије Гејнор. Рецензент из Music Week-а је оценио песму са три од пет, описујући је као „директну обраду“. Алан Џонс из истог часописа је написао: 
'I Will Survive' је једна од оних песама које сам увек мрзео, али одмах након узвишене R&B верзије Шантеј Севиџ која је прошле године стекла наклоност, стиже још једна веома угодна верзија од стране звезда у успону, бенда Cake. Преузета са њиховог албума Fashion Nugget, покреће је фанки бас линија која се провлачи кроз вокале Џона Макреја, чија је иронична изведба појачана његовом навиком да пусти да му вокали мало касне за остатком песме.

### Списак песама
ЦД сингл
1. "I Will Survive" (радијска верзија) – 4:14
2. "Rock 'n' Roll Lifestyle" – 4:12

### Топ-листе
| Топ-листа (1997)                    | Највиша позиција |
| ----------------------------------- | ---------------- |
| Аустралија                          | 27               |
| Европа (European Hot 100 Singles)   | 77               |
| Француска                           | 37               |
| Немачка                             | 95               |
| Нови Зеланд                         | 27               |
| Шкотска                             | 22               |
| УК синглови                         | 29               |
| САД Alternative Airplay (Billboard) | 28               |

## Остале обраде и семплови
- Грчки певач Филипос Николау је уврстио верзију на грчком језику на свој албум из 1979. године, Όμορφες στιγμές (Лепи тренуци).[107][108][109]
- Пародија песме под називом „I Will Not Survive“ објављена је од стране индонежанске комичне музичке групе Project Pop у августу 2005. као део њиховог албума Pop Circus.[110][111]
- Такмичарка The Voice UK Leah McFall извела је песму у првој емисији уживо у стилу Chantay Savage. Студијски снимак наступа је објављен и достигао је треће место на британској iTunes листи.[112] Песма је дебитовала на 16. месту UK Singles Chart 9. јуна 2013, а наредне недеље је достигла осмо место.[113]
- Мадона је обрадила песму уживо током своје турнеје The Celebration Tour, што је изазвало реакцију Глорије Гејнор која је честитала Мадони на почетку турнеје, пожелела јој све најбоље након здравствених проблема средином 2023. и шаљиво прокоментарисала да има „одличан укус за музику“.[114] Дана 7. марта 2024, Мадони се на сцени у Лос Анђелесу придружила Кајли Миног, и њих две су извеле песму у дуету.
- Инструментални део песме је семплован и интерполиран у песмама „Love to Hate You“ групе Erasure (1991),[115] „Supreme“ Робија Вилијамса (2000)[116] и „After Like“ кеј-поп групе Ive (2022).[117]

## У популарној култури
Песма се истакнуто појављује у епизоди серије Али Мекбил из 2001. године под називом „I Will Survive“. Гејнор се појављује у некредитованој улози фикционализоване верзије себе током целе епизоде, изводећи своју песму и као халуцинација — коју види само Али Мекбил — и као стварна особа, коју виде сви присутни на њеном наступу у клубу који се често посећује у серији.